# Theodor Matham
Theodor Matham (Haarlem, entre 1589 et 1606 - Amsterdam, 1676) et un peintre et graveur néerlandais.

## Biographie
Theodor Matham est né à Haarlem entre 1589 et 1606. Il est le fils de Jacob Matham et le frère d'Adriaen et Jan, tous également artistes,.
Matham commence à être actif comme graveur dans sa ville natale à partir de 1621 et jusqu'en 1625,. Il se marie le 12 juillet 1641 à Amsterdam avec Clara Huybrechts.
Il a voyagé à Paris, et est parti à Rome (1629-1630) pour étudier auprès de Cornelis Bloemaert. Il a, conjointement à ses élèves Reinier van Persijn et Michel Natalis, gravé les marbres du palais Giustiniani.
Les informations sur la suite de sa vie est lagunaire : on n'a des registres de ses activités à Haarlem qu'à partir de 1637 et jusqu'à 1641; on sait qu'il y a produit un grand nombre de gravures, dans un style très libre. On ignore à nouveau ce qu'il a fait jusqu'en 1652, où on le sait à Amsterdam, puis à La Haye en 1656.
Il s'installe enfin définitivement à Amsterdam en 1662.
Theodor Matham meurt le 26 mars 1676.

## Œuvres
Il a principalement produit des sujets historiques, des paysages, des portraits et des vues architecturales, le tout dans un style italianisant, probablement à la suite de son séjour à Rome.
Les œuvres présentées ci-dessous sont rapportées par Spooner, sauf mention :

### Portraits

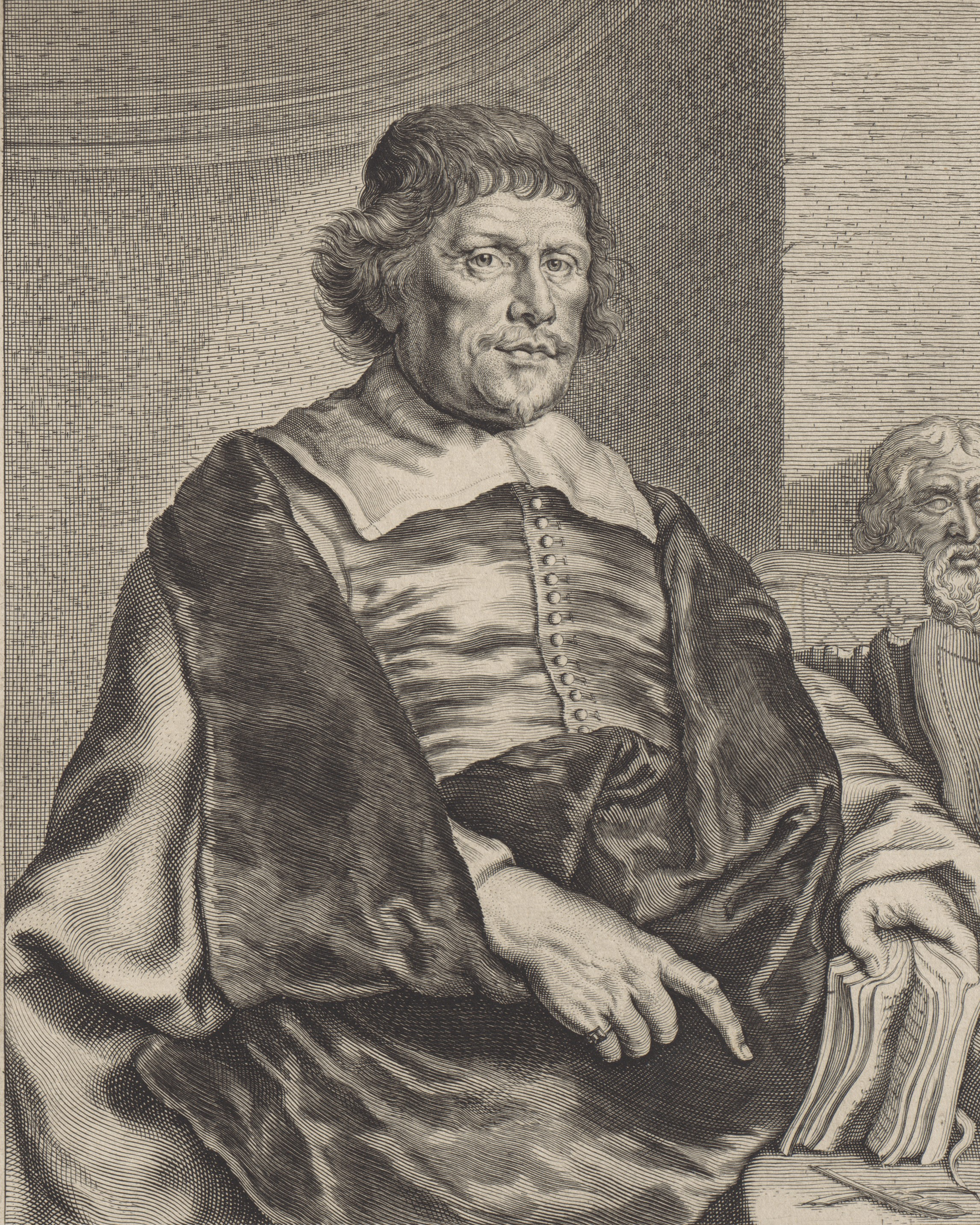
Portrait de Gaspard van Baerle, d'après Joachim von Sandrart (1632-1649)

- Michel le Blon (d), agent de la couronne de Suède, d'après Antoine van Dyck ;
- Joost van den Vondel, poète, d'après Joachim von Sandrart ;
- Vopiscus Fortunatus Plempius, médecin, d'après Jacob Adriaensz Backer ;
- Gérard Vossius, universitaire, d'après Sandrart ;
- Philippe-Guillaume, comte palatin du Rhin, d'après Johannes Spilberg (en) ;
- Wolfgang-Guillaume, comte palatin de Neubourg, d'après Pieter Dubordieu (en) ;
- Henricus Regius, médecin, d'après Abraham Bloemaert ;
- D. Leonardus Marius Goezanus, professeur Coloniensis, d'après Claes Cornelisz. Moeyaert ;
- Gaspard van Baerle, géographe, d'après Sandrart ;
- Jacob Aertsz. Colom (nl), d'après Simon de Vlieger[4].

### Autres sujets

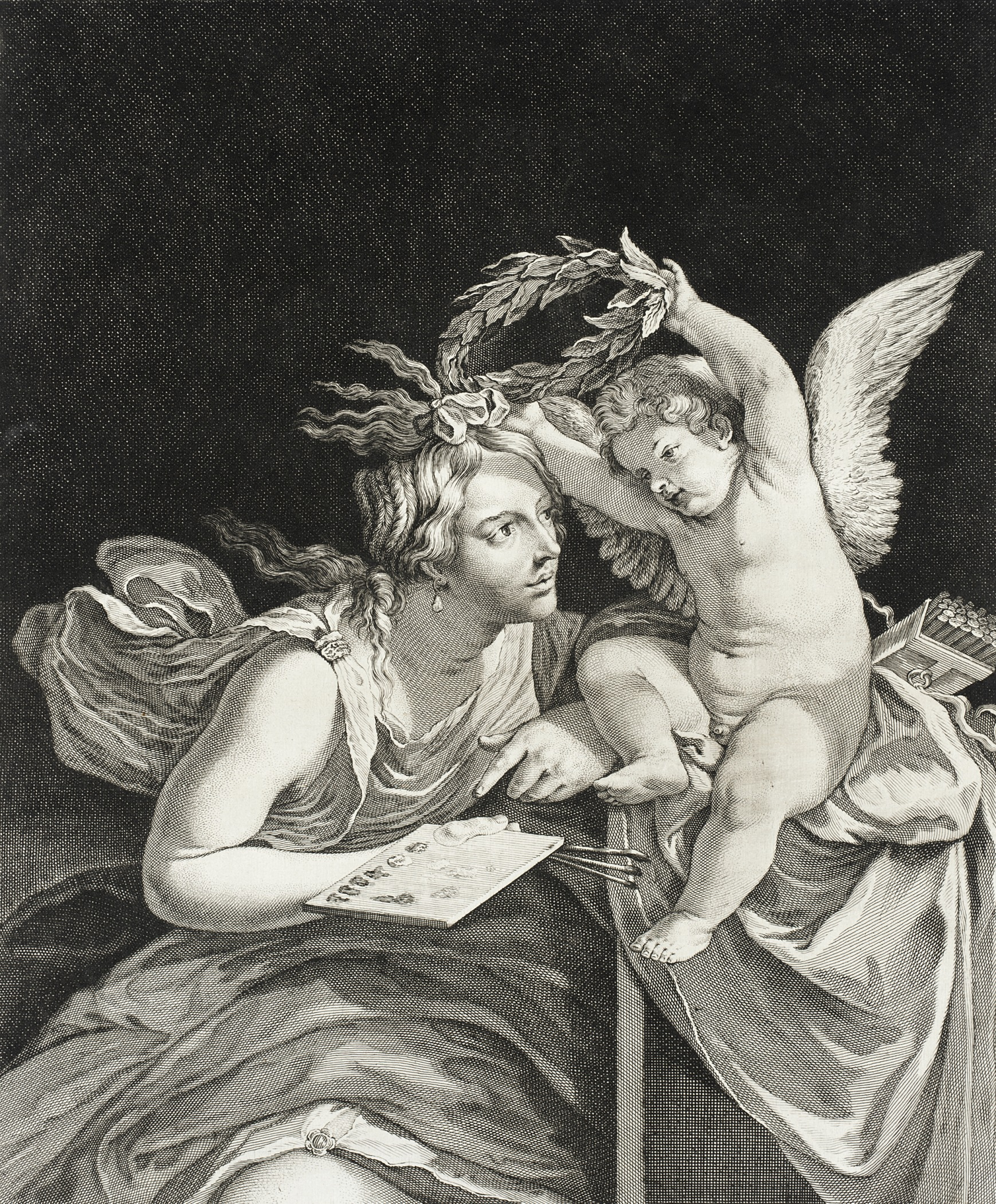
Figure allégorique de la Peinture auréolée par Cupidon (ca. 1650)

- La Vierge et l'Enfant avec Saint Jean, d'après Bassano[Lequel ?] ;
- La Sainte Famille, d'après Sandrart ;
- Diane et Actéon (original) ;
- La Descente de la croix avec les Martyrs, Saint Jean et Joseph d'Arimathie, gravé par Jacob Matham à partir du dessin de Theodor d'après la peinture de Gerardus Leydanus ;
- Figure allégorique de la Peinture auréolée par Cupidon (original)[5].